# Ятвягія

Ятвяги, ХІІІ ст.

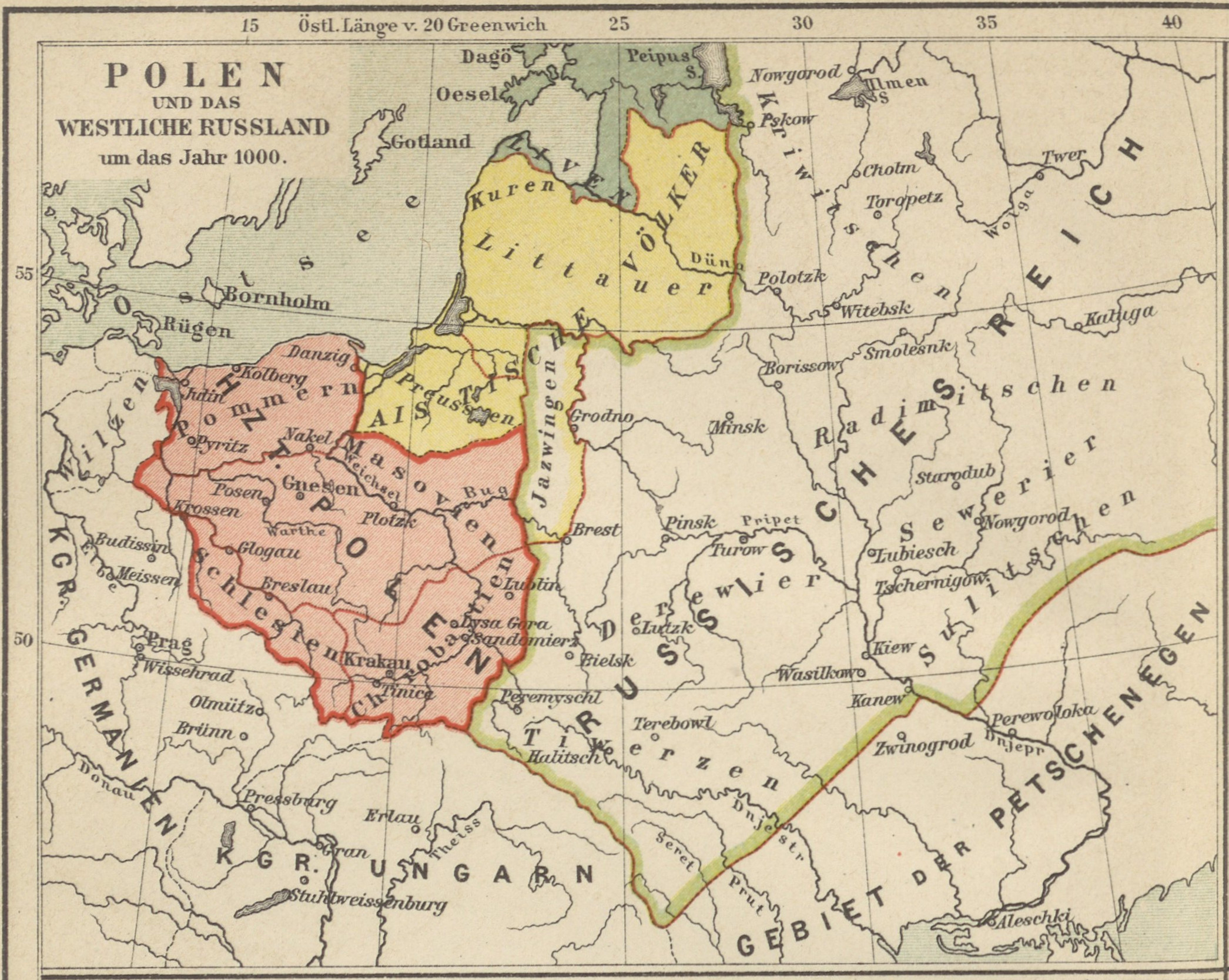
Ятвягія на карті 1000 року

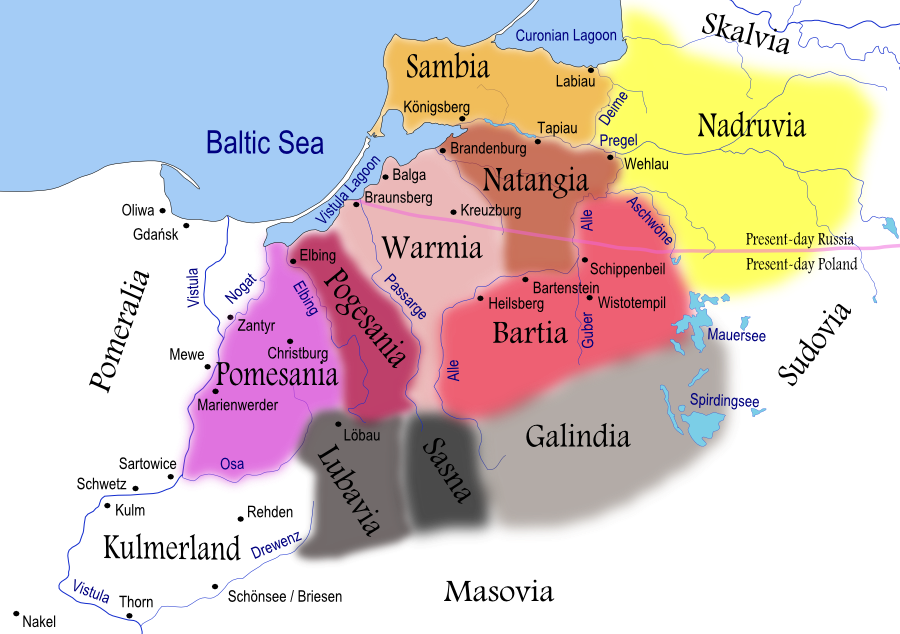
Судовія станом на XIII століття

Ятвя́гія — середньовічна країна балтського народу ятвягів. Розташовувалася у Східній Європі, в межиріччі Німана і Західного Бугу, на межі сучасних Польщі (Підляшшя), Білорусі (Берестейщина, Гродненщина) і південно-західної Литви. Центральним містом був Дорогичин. До Х ст. була самостійною, згодом з перервами підпорядковувалася Русі. У XIII ст. була місцем боїв між ятвягами, русами, поляками і хрестоносцями. З кінця ХІІІ ст. поділена між Руським королівством, Великим князівством Литовським і Тевтонським орденом. У руських літописах згадується як Ятвязька земля; у німецьких — як Судовія.

## Назва
- Ятвягія[1] (лит. Jotva, пол. Jaćwież, лат. Jatwesonia[2])
  - Ятвязька земля (ст.-укр. Ӕтвескаӕ землѧ) — у руських літописах[3].
  - Ятвязька волость[4]
  - Єтвязь (біл. Етвязь)
- Судовія[1] (лат. Sudava, Sudowia, біл. Судова, нім. Sudowen, Sudowin, Sudouwin, Sudawen)[5]
- Дайнова

## Історія
Землі Ятвігії входили до складу Київської Русі. В договорі 944 року між київським князем Ігорем і Візантійською імперією перераховано послів багатьох земель Русі, один з яких був Ятвіаг Гунарев (Jatviag Gunarev). Це є першою письмовою згадкою про ятвігів.
З кінця Х ст. Ятвягія стала об'єктом агресії руських князів. Так, 983 року київський князь Володимир Святославич пішов походом у землю ятвягів і здобув її. 1038 року його син і наступник Ярослав Мудрий так само ходив проти ятвягів і здобув перемогу. Головним мотивом цих акцій, слід думати, була необхідність захистити від ятвязьких набігів західні регіони Київської Русі. Саме з розселенням полонених Ярославом Мудрим ятвягів пов'язують кілька курганних могильників 1-ї половини — середини ХІ ст., розташовані в околицях Новограда-Волинського (насипи цих курганів мають кам'яні елементи, що нетипово для слов'янських поховальних пам'яток).
Русько-ятвязьке протистояння поновилося у ХІІ ст., з постанням Володимирського князівства на південних кордонах Ятвягії. Зокрема, 1112 року володимирський князь Ярослав Святополкович, правнук Ярослава Мудрого, звитяжно воював у Ятвязькій землі. Взимку 1196—1197 років володимирський князь Роман Мстиславич здійснив каральний похід на ятвягів, які набігали на його князівство, й попалив Ятвязьку волость.
Князь ятвігів Нетимир (Netimeras) був навернений до християнства Бруно Кверфуртським в 1009 році.
1170 року Роман Мстиславич, що правив в Володимир-Волинському князівстві підкорив собі ятвягів.
З 13-го століття ятвяги стали здійснювати набіги на сусідні князівства: Мазовецьке, Люблінське та Волинське поки Конрад I Мазовецький та король Данило Галицький знову підкорили їх землі.
У 1264, герцог Кракова Болеслав V організував експедицію проти Ятвігії. 23 червня 1264 дві армії зустрілися біля Брянську. Битва при Брянську тривали два дні, армія Кракова перемогла ятвязьку армію на чолі з князем Коматом, який був убитий.
У 1280-х роках північні землі Ятвягії були частково завойовані Орденом тевтонських лицарів; деякі ятвяги перейшли до Великого князівства Литовського.
27 вересня 1442 року підписанням Мельнської мирної угоди було завершено Голубську війну. Договір остаточно розділив Ятвігію між Орденом тевтонських лицарів, Польським Королівством і Великим князівством Литовським.

## Терени
- Дорогочинська земля, Дорогичин

Матвій Стрийковський у своїй «Хроніці польській, литовській, жмудській і всієї Русі» (1582) визначав межі Ятвязької землі станом на XVI ст. таким чином:
| Оригінал |  | Переклад |
| --- |  | --- |
| ...stołeczne miasto i zamek było Drohiczyn, do dzisiejszych czasów trwający. A Podlasze wszytko aż do Prus z Wołynia począwszy, osiedli byli, Nowogrodek też zamek i okoliczne wołości w Litwie trzymali.... Dziś jeszcze jest ich po częsci koło Nowogrodka Litewskiego , także około Rajgrodu i Isterboka w Prusiech i w Kurlandach , także w Lillanciech i ku Wielkiemu Wielkiemu Nowogrodu Moskiewskiemu, jest ich jeszcze ziemica, których Igowiany zowią, czegom sam świadom... |  | ...[Їхнім] столичним містом та замком був Дорогичин, що проіснував до сьогодні. Вони заселили все Підляшшя, від Волині аж до Пруссії, також тримали замок Новогродок і навколишні волості в Литві... Сьогодні частково є ще їхня земля біля Новогродка (Литовського), також біля Райгрода й Істерборка в Пруссії та Курляндії, також у Ліфляндії та біля московського Великого Новгорода — їх звуть іговянами, в чому я сам пересвідчився... |

### Довідники
- Синиця, Є. В. Ятвяги // Енциклопедія історії України : у 10 т. / редкол.: В. А. Смолій (голова) та ін. ; Інститут історії України НАН України. — К. : Наукова думка, 2013. — Т. 10 : Т — Я. — С. 766. — ISBN 978-966-00-1359-9.
- Вялікае княства Літоўскае: Энцыклапедыя / рэд. кал.: Г. П. Пашкоў (галоўны рэд.), Т. У. Бялова і інш. ; мастак З. Э. Герасімович. — 2-е выданне. — Мінск : Выд. «Беларуская Энцыклапедыя імя Пятруся Броўкі, 2005—2010. — Т. 1—3. — ISBN 978-985-11-0392-4. (біл.)
- Энцыклапедыя гісторыі Беларусі : у 6 тамах / рэд. кал.: Г. П. Пашкоў (галоўны рэд.), М. В. Біч, Б. І. Сачанка і інш.; мастак Э. Э. Жакевіч — Мінск : Выд. «Беларуская Энцыклапедыя імя Пятруся Броўкі», 1993—2003. — ISBN 5-85700-073-4.
- Кибинь А. С. // «От Ятвязи до Литвы. Русское пограничье с ятвягами и литвой в X—XIII веках», Серия: Исторические исследования, изд. «Квадрига», 2014 г., 272 с., ISBN 978-5-91791-131-1 (рос.)
- Jadźwingi // Słownik geograficzny Królestwa Polskiego. — Warszawa : Druk «Wieku», 1882. — Т. III. — S. 364. (пол.)